# Монепль
Моне́пль (фр. Monesple) — коммуна во Франции, находится в регионе Юг — Пиренеи. Департамент коммуны — Арьеж. Входит в состав кантона Ле-Фосса. Округ коммуны — Памье.
Код INSEE коммуны 09195.

## Население
Население коммуны на 2008 год составляло 26 человек.
| 1962 | 1968 | 1975 | 1982 | 1990 | 1999 | 2008 |
| ---- | ---- | ---- | ---- | ---- | ---- | ---- |
| 33   | 42   | 36   | 20   | 17   | 26   | 26   |

## Экономика
В 2007 году среди 13 человек в трудоспособном возрасте (15—64 лет) 8 были экономически активными, 5 — неактивными (показатель активности — 61,5 %, в 1999 году было 82,4 %). Из 8 активных работали 7 человек (3 мужчины и 4 женщины), безработной была 1 женщина. Среди 5 неактивных 2 человека были учениками или студентами, 3 — пенсионерами.